# أوغاساوارا ناغاتاكي
قالب:基礎情報 武士كان ناغاتاكي أوغاساوارا الحاكم الخامس لمقاطعة أنشي في إقليم هاريما، وهو أحد أفراد الجيل العاشر من عائلة أوغاساوارا المعروفة بولائها الراسخ والتزامها بالقيم النبيلة

## حياة
وُلد في السادس عشر من شهر مايو عام 1809، وكان الابن البكر لناغادا أوغاساوارا، السيد الرابع على هذا الإقليم 23 أغسطس 1823 خلف والده في منصبه إثر تقاعده، وفي السادس عشر من ديسمبر من ذات العام، مُنح رتبة جوغوينوجي (الرتبة الخامسة الصغرى، الدرجة الأدنى)، وتقلد منصب حاكم شينانو
توفي في الحادي والعشرين من شهر أغسطس عام 1839 (وقيل في عام 1840 الموافق للسنة الحادية عشرة من عهد تينبو)، وخلفه في الحكم ابنه الثاني ساداكان، الذي غيّر اسمه لاحقًا إلى تاداكان

## نسبه
كان ناغايوشي أوغاساوارا (1781-1825) هو والد ناغاتاكي أوغاساوارا، بينما ظلت هوية والدته غير معروفة. تزوج ناغاتاكي من إينو، الابنة الثالثة لماتسودايرا ميتسويكي، كزوجة شرعية، كما كانت له زوجة أخرى من عائلة تاكيدا. أنجب ناغاتاكي عدداً من الأبناء، حيث كان الابن البكر هو ناغاموني أوغاساوارا (1829-1863). أما الابن الثاني، تاداموتشي أوغاساوارا (1827-1865)، فقد كان ابناً بالتبني لناغايوشي أوغاساوارا